# Engelbert Thaler

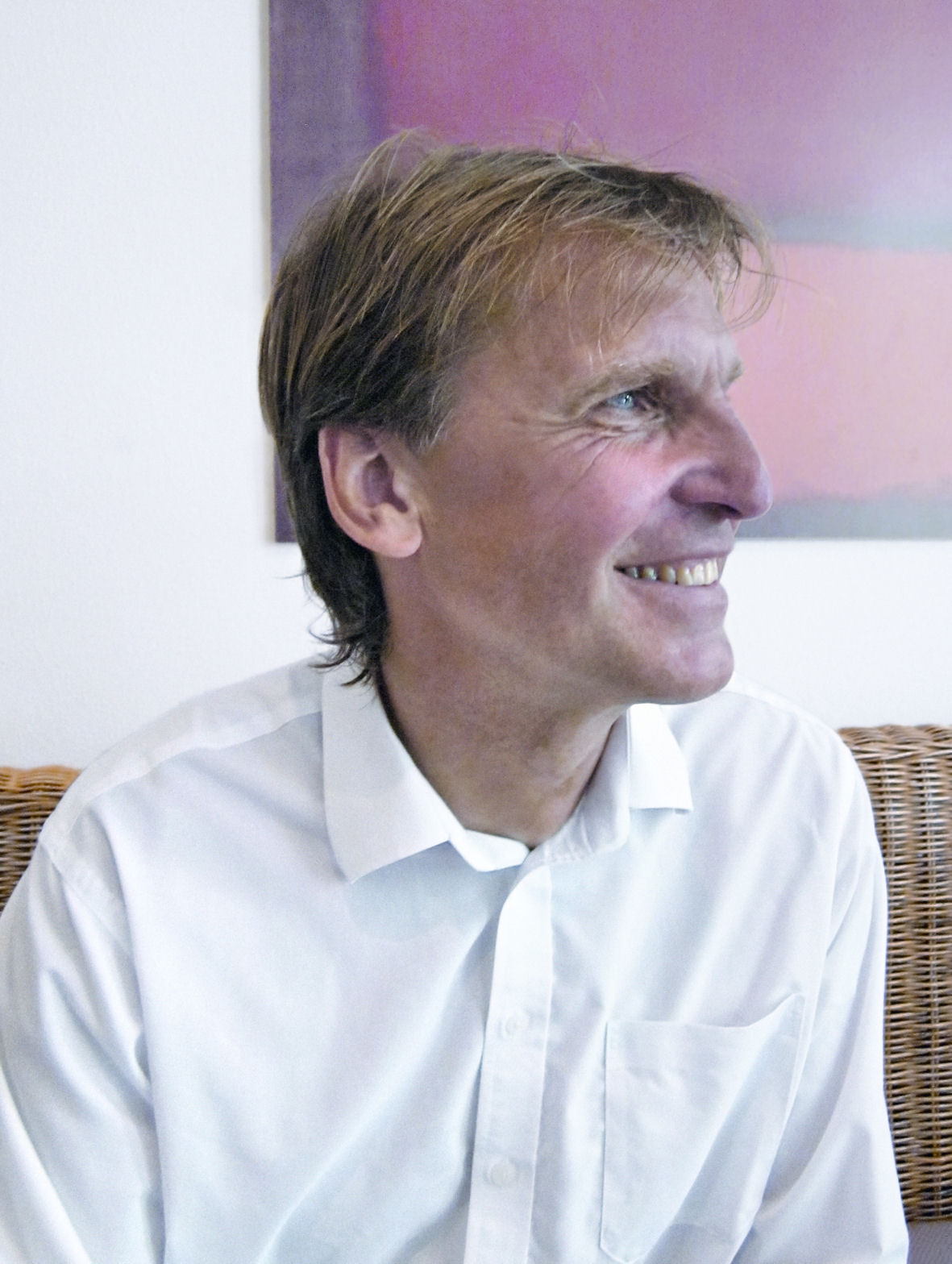
Engelbert Thaler

Engelbert Anton Thaler (* 28. Februar 1956 in Traunstein) ist ein deutscher Fremdsprachendidaktiker. Er war Professor für Didaktik der englischen Sprache, Literatur und Kultur an der Universität Augsburg. Thaler gilt als Begründer von Balanced Teaching.

## Leben
Nach dem Abitur 1975 studierte Engelbert Thaler von 1977 bis 1982 Englisch und Sozialkunde für das Lehramt am Gymnasium an der Universität München. Nach dem 1. Staatsexamen absolvierte er das Referendariat für das Lehramt am Gymnasium von 1982 bis 1984 am Ruperti-Gymnasium Mühldorf und am Chiemgau-Gymnasium Traunstein. Nachdem er das 2. Staatsexamen absolviert hatte, war er von 1984 bis 1988 als Studienrat für Englisch und Sozialkunde am Staatlichen Landschulheim Marquartstein tätig. Von 1988 bis 2001 arbeitete er als Oberstudienrat in den Fächern Englisch und Sozialkunde am Chiemgau-Gymnasium Traunstein, zusätzlich fungierte er als Fachbetreuer Englisch. Er promovierte von 1994 bis 1997 an der Universität München zum Thema Musikvideoclips im Englischunterricht.
Von 1999 bis 2002 arbeitete er als Wissenschaftlicher Mitarbeiter am Lehrstuhl Didaktik der englischen Sprache und Literatur. Als Vertretung hatte er von 2002 bis 2003 die Professur Angewandte Linguistik und Mediendidaktik an der Universität München. Ab dem Wintersemester 2004/05 bis zum Ende des Sommersemesters 2010 arbeitete er als Professor für Didaktik der englischen Sprache, Literatur und Kultur an der Pädagogischen Hochschule Freiburg. 2007 habilitierte er sich in München in der Didaktik der Englischen Sprache und Literatur. Vom Wintersemester 2010/11 bis zu seiner Pensionierung hatte er die Professor für Didaktik des Englischen an der Universität Augsburg inne.

## Tätigkeitsfelder
Die aktuellen Forschungsschwerpunkte Thalers liegen im Bereich der Methodik im Fremdsprachenunterricht. Seine inzwischen über 630 wissenschaftlichen Publikationen setzen sich besonders mit dem Einsatz audiovisueller Medien, der Didaktik anglo-amerikanischer Literatur und der Vermittlung von sogenannten Cultural Studies auseinander. Zudem ist er u. a. Herausgeber der Schulbuchreihe „Access“ und der Fachzeitschrift PRAXIS Fremdsprachenunterricht. Seine Forschungsschwerpunkte sind Lehrerausbildung, Verbesserung der Unterrichtsqualität, Didaktik moderner Medien, Literaturdidaktik, interkulturelles Lernen, Entwicklung von Lehrwerken und Lehrerfortbildung. Er hält regelmäßig Vorträge zur Fachdidaktik vor Englischlehrern.

## Fußballkarriere
Engelbert Thaler spielte seit seiner Jugend ausschließlich beim 1. FC Traunstein Fußball. Er bestritt in 20 Spielzeiten insgesamt 790 Punktspiele für die 1. Mannschaft und ist somit Rekordspieler des Vereins. Thaler galt als besonders talentiert und bekam unter anderem Angebote von 1860 München, Schalke 04 und Bayern München, welche er jedoch zugunsten seiner beruflichen Laufbahn ausschlug. 1995 bestritt Thaler sein letztes Spiel für den FC Traunstein. Ein Jahr zuvor schlug er zum ersten Mal einen Zusammenschluss der Traunsteiner Vereine FC und ESV an, welcher jedoch nicht zustande kam und erst 18 Jahre später erfolgte. Zudem war er von 1999 bis 2003 und von 2011 bis 2019 Vorsitzender des FC bzw. SBC Traunstein und ist Ehrenmitglied des Vereins.

## Auszeichnungen
- Zukunft Schule 2009 (zusammen mit Ingrid Stritzelberger)[6]

## Veröffentlichungen (Auswahl)
- Hrsg.: Singer-Songwriters – Music and Poetry in Language Teaching. Tübingen: Narr, 2018.
- Hrsg.: Short Films in Language Teaching. Tübingen: Narr, 2017
- Hrsg. mit Jörg Rademacher: Access Bayern. Lehrwerk für Gymnasien. Berlin: Cornelsen, 2017ff.
- Standardbasierter Englischunterricht. Cornelsen, Berlin
- Shorties – Flash Fiction in Language Teaching. Narr, Tübingen
- Teaching English with Films. UTB, Paderborn, ISBN 978-3-8252-3946-6
- Englisch unterrichten. Cornelsen, Berlin, ISBN 978-3-06-032871-0
- Lernerfolg durch Balanced Teaching. Cornelsen Scriptor, Berlin, ISBN 978-3-589-22983-3
- 15 Lernarrangements für Englisch. Cornelsen Scriptor, Berlin, ISBN 978-3-589-23245-1
- Teaching English Literature. UTB, Paderborn, ISBN 978-3-8252-4515-3
- Offene Lernarrangements im Englischunterricht. Langenscheidt, München, ISBN 978-3-526-50862-5